# Krystal Boyd
Ksenia Kondratyeva (Russisch: Ксения Кондратьева) (Moskou, 14 april 1993), beter bekend als Krystal Boyd, is een voormalig Russische pornoactrice. Ze was actief van 2011 tot 2021.

## Biografie
Kondratyeva werd geboren op 14 april 1993 in Moskou, Rusland. In 2011 registreerde Kondratyeva zich op een webcamdienst. Haar populariteit leidde tot haar debuut als pornoactrice. Aanvankelijk begon ze haar carrière met naaktfotosessies. Langzamerhand ging ze over op solo softcore pornografie, daarna volgde pornofilms met mannelijke en vrouwelijke co-sterren. Door haar populariteit bereikte ze nummer 20 op FreeOnes.com.